# 于肯

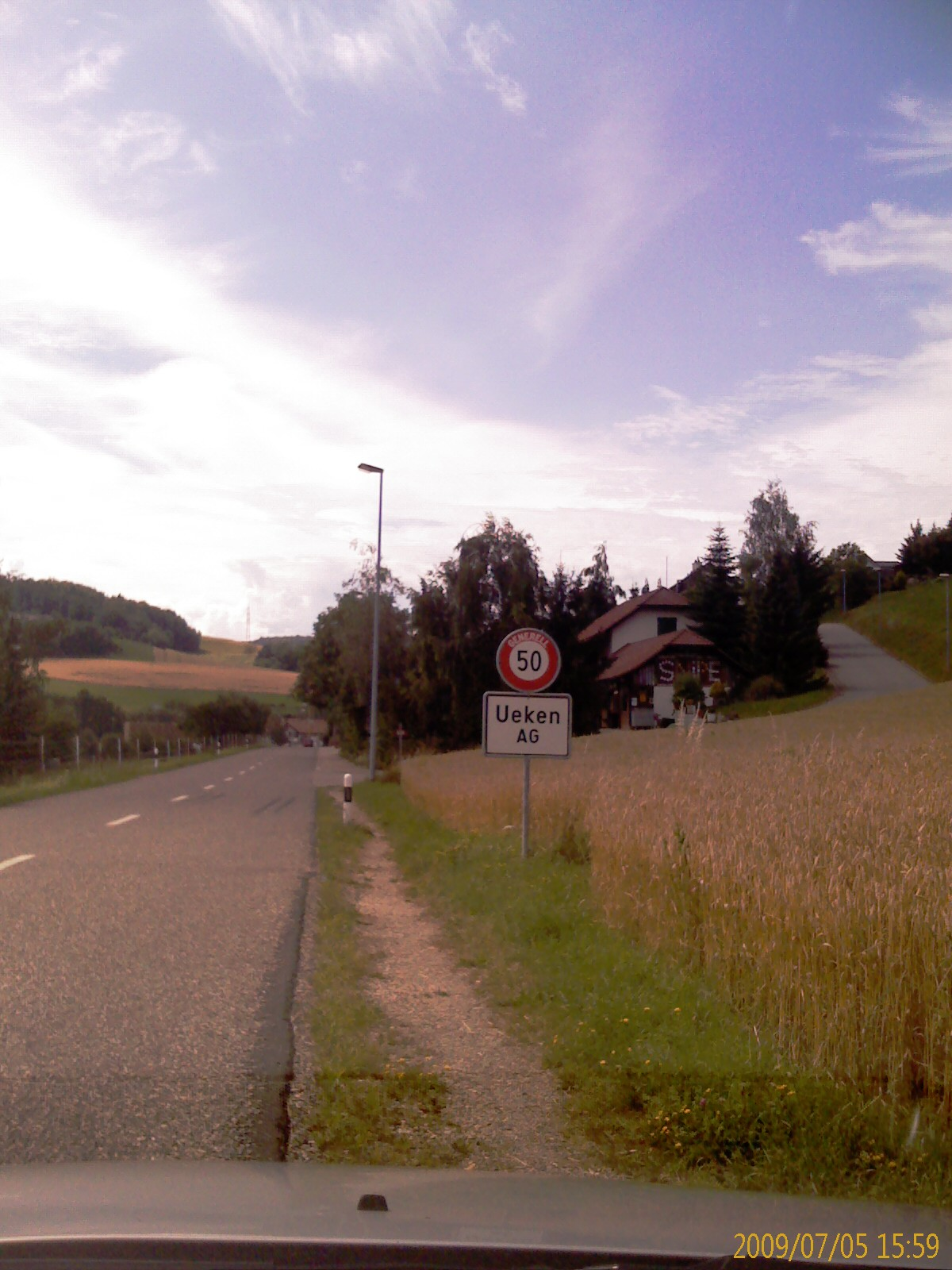

于肯是瑞士的城鎮，位於該國北部，由阿爾高州負責管轄，面積5.1平方公里，海拔高度399米，2012年人口854，一半人口信奉羅馬天主教，人口密度每平方公里167人。